# Franck Ribéry
Franck Henry Pierre Ribéry (n. 7 aprilie 1983, Boulogne-sur-Mer, Nord-Pas-de-Calais, Franța) este un fost fotbalist francez. A fost membru component al echipei naționale de fotbal a Franței din 2006 până în 2014, reprezentând Franța la două Campionate Mondiale și la două Campionate Europene de Fotbal.
Datorită ghetelor sale de culoare roz, pe care le-a folosit foarte des în meciurile jucate, porecla lui a devenit „Pantera roz”.
Franck Ribéry a jucat la cluburile US Boulogne-sur-Mer (2001–2002), Olympique Alès (2002), Stade Brestois (2003–2004), FC Metz (2004), Galatasaray Istanbul (2005), Olympique Marseille (2005–2007), Bayern München (2007–2019), Fiorentina (2019–2021) și Salernitana (2021–2022).

## Statistici carieră

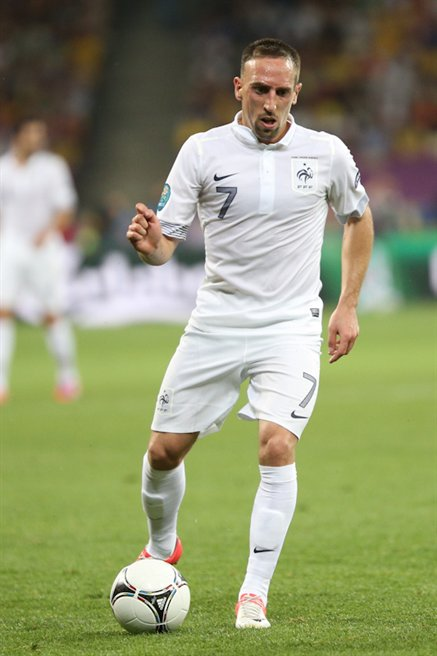
Ribéry evoluând cu Franța la UEFA Euro 2012

### Club
Statistici actualizate la 22 aprilie 2014.
| Club           | Sezon         | Campionat | Campionat | Cupă    | Cupă   | Continental | Continental | Altele  | Altele | Total   | Total  | Total |
| Club           | Sezon         | Meciuri   | Goluri    | Meciuri | Goluri | Meciuri     | Goluri      | Meciuri | Goluri | Meciuri | Goluri |       |
| -------------- | ------------- | --------- | --------- | ------- | ------ | ----------- | ----------- | ------- | ------ | ------- | ------ | ----- |
| Boulogne       | 2000–01       | 4         | 1         | 0       | 0      | —           | —           | —       | —      | 4       | 1      |       |
| Boulogne       | 2001–02       | 24        | 5         | 1       | 0      | —           | —           | —       | —      | 25      | 5      |       |
| Boulogne       | Total         | 28        | 6         | 1       | 0      | —           | —           | —       | —      | 29      | 6      |       |
| Alès           | 2002–03       | 19        | 1         | 0       | 0      | —           | —           | —       | —      | 19      | 1      |       |
| Alès           | Total         | 19        | 1         | 0       | 0      | —           | —           | —       | —      | 19      | 1      |       |
| Brest          | 2003–04       | 35        | 3         | 2       | 1      | —           | —           | —       | —      | 37      | 4      |       |
| Brest          | Total         | 35        | 3         | 2       | 1      | —           | —           | —       | —      | 37      | 4      |       |
| Metz           | 2004–05       | 20        | 1         | 2       | 0      | —           | —           | —       | —      | 22      | 1      |       |
| Metz           | Total         | 20        | 1         | 2       | 0      | —           | —           | —       | —      | 22      | 1      |       |
| Galatasaray    | 2004–05       | 14        | 1         | 3       | 1      | —           | —           | —       | —      | 17      | 2      |       |
| Galatasaray    | Total         | 14        | 1         | 3       | 1      | —           | —           | —       | —      | 17      | 2      |       |
| Marseille      | 2005–06       | 35        | 6         | 6       | 3      | 12          | 3           | —       | —      | 53      | 12     |       |
| Marseille      | 2006–07       | 25        | 5         | 8       | 1      | 5           | 1           | —       | —      | 38      | 7      |       |
| Marseille      | Total         | 60        | 11        | 14      | 4      | 17          | 4           | —       | —      | 91      | 19     |       |
| Bayern München | 2007–08       | 28        | 11        | 5       | 3      | 11          | 3           | 2       | 3      | 46      | 20     |       |
| Bayern München | 2008–09       | 25        | 9         | 3       | 1      | 8           | 4           | —       | —      | 36      | 14     |       |
| Bayern München | 2009–10       | 19        | 4         | 4       | 2      | 7           | 1           | —       | —      | 30      | 7      |       |
| Bayern München | 2010–11       | 25        | 7         | 3       | 2      | 4           | 2           | —       | —      | 32      | 11     |       |
| Bayern München | 2011–12       | 32        | 12        | 4       | 2      | 14          | 3           | —       | —      | 50      | 17     |       |
| Bayern München | 2012–13       | 27        | 10        | 3       | 0      | 12          | 1           | 1       | 0      | 43      | 11     |       |
| Bayern München | 2013–14       | 21        | 9         | 3       | 1      | 8           | 3           | 3       | 2      | 35      | 15     |       |
| Bayern München | Total         | 177       | 62        | 25      | 11     | 64          | 17          | 6       | 5      | 272     | 95     |       |
| Total carieră  | Total carieră | 352       | 84        | 47      | 17     | 82          | 21          | 6       | 5      | 487     | 127    |       |

### Internațional

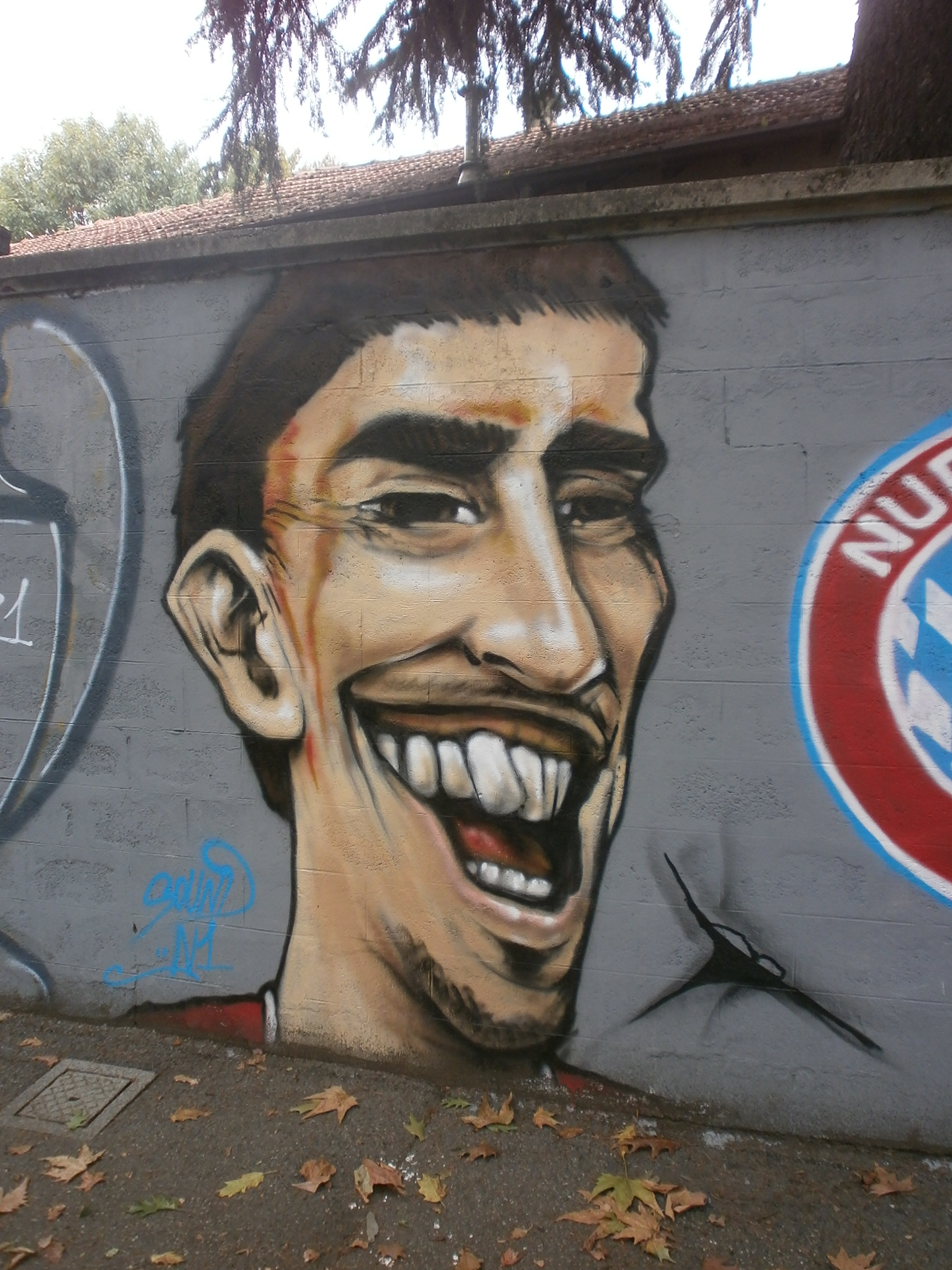
Graffiti prezentându-l pe Ribery din zona San Siro, Milano - Italia

Actualizat la 1 mai 2014.
| Echipa | Sezon   | Meciuri | Goluri | Pase de gol |
| ------ | ------- | ------- | ------ | ----------- |
| Franța | 2005–06 | 10      | 1      | 4           |
| Franța | 2006–07 | 8       | 1      | 3           |
| Franța | 2007–08 | 12      | 2      | 2           |
| Franța | 2008–09 | 8       | 3      | 1           |
| Franța | 2009–10 | 10      | 0      | 1           |
| Franța | 2010–11 | 4       | 0      | 0           |
| Franța | 2011–12 | 12      | 3      | 2           |
| Franța | 2012–13 | 9       | 2      | 2           |
| Franța | 2013–14 | 8       | 5      | 5           |
| Total  | Total   | 80      | 16     | 20          |

#### Goluri date în competiții amicale/preliminare/finale
| #  | Data               | Stadion                                            | Oponent   | Scor  | Rezultat | Competiția                                                    |
| -- | ------------------ | -------------------------------------------------- | --------- | ----- | -------- | ------------------------------------------------------------- |
| 1  | 27 iunie 2006      | AWD-Arena, Hanover, Germania                       | Spania    | 1 – 1 | 1 – 3    | Campionatul Mondial de Fotbal 2006                            |
| 2  | 2 iunie 2007       | Stade de France, Saint-Denis, Franța               | Ucraina   | 1 – 0 | 2 – 0    | Preliminariile Campionatului European de Fotbal 2008          |
| 3  | 26 martie 2008     | Stade de France, Saint-Denis, Franța               | Anglia    | 1 – 0 | 1 – 0    | Meci amical                                                   |
| 4  | 3 iunie 2008       | Stade de France, Saint-Denis, Franța               | Columbia  | 1 – 0 | 1 – 0    | Meci amical                                                   |
| 5  | 11 octombrie 2008  | Stadionul Farul, Constanța, România                | România   | 2 – 1 | 2 – 2    | Calificările pentru Campionatul Mondial de Fotbal 2010 (UEFA) |
| 6  | 28 martie 2009     | S. Darius and S. Girėnas Stadium, Kaunas, Lituania | Lituania  | 0 – 1 | 0 – 1    | Calificările pentru Campionatul Mondial de Fotbal 2010 (UEFA) |
| 7  | 1 aprilie 2009     | Stade de France, Saint-Denis, Franța               | Lituania  | 1 – 0 | 1 – 0    | Calificările pentru Campionatul Mondial de Fotbal 2010 (UEFA) |
| 8  | 27 mai 2012        | Stade du Hainaut, Valenciennes, Franța             | Islanda   | 2 – 2 | 3 – 2    | Meci amical                                                   |
| 9  | 31 mai 2012        | Stade auguste Delaune, Reims, Franța               | Serbia    | 1 – 0 | 2 – 0    | Meci amical                                                   |
| 10 | 5 iunie 2012       | MMArena, Le Mans, Franța                           | Estonia   | 1 – 0 | 4 – 0    | Meci amical                                                   |
| 11 | 11 septembrie 2012 | Stade de France, Saint-Denis, Franța               | Belarus   | 3 – 1 | 3 – 1    | Calificările pentru Campionatul Mondial de Fotbal 2014        |
| 12 | 22 martie 2013     | Stade de France, Saint-Denis, Franța               | Georgia   | 3 – 0 | 3 – 1    | Calificările pentru Campionatul Mondial de Fotbal 2014        |
| 13 | 10 septembrie 2013 | Central Stadium, Gomel, Belarus                    | Belarus   | 1 – 1 | 2 – 4    | Calificările pentru Campionatul Mondial de Fotbal 2014        |
| 14 | 10 septembrie 2013 | Central Stadium, Gomel, Belarus                    | Belarus   | 2 – 2 | 2 – 4    | Calificările pentru Campionatul Mondial de Fotbal 2014        |
| 15 | 11 octombrie 2013  | Parc des Princes, Paris, Franța                    | Australia | 1 – 0 | 6 – 0    | Meci amical                                                   |
| 16 | 15 octombrie 2013  | Stade de France, Saint-Denis                       | Finlanda  | 1 – 0 | 3 – 0    | Calificările pentru Campionatul Mondial de Fotbal 2014        |

## Palmares

### Club
Galatasaray
- Cupa Turciei (1): 2005

Marseille
- Cupa UEFA Intertoto (1): 2005

Bayern München
- Bundesliga (4): 2007–08, 2009–10, 2012–13, 2013–14
- DFB-Pokal (3): 2007–08, 2009–10, 2012–13
- DFB-Ligapokal (1): 2007
- DFL-Supercup (2): 2010, 2012
- UEFA Champions League (1): 2012–13
- Supercupa Europei (1): 2013
- Campionatul Mondial al Cluburilor FIFA (1): 2013

### Națională
Franța
- Campionatul Mondial de Fotbal

Vice-campion: 2006

### Individual
- UNFP Young Player of the Year: 2005–06
- Ligue 1 Echipa anului: 2005–06
- Ligue 1 Golul anului: 2005–06
- UNFP Player of the Month: august 2004, octombrie 2005, noiembrie 2005, aprilie 2006
- Fotbalistul francez al anului: 2007, 2008, 2013
- Fotbalistul anului în Germania: 2008[19]
- ESM Team of the Year: 2007–08
- UEFA Team of the Year: 2008
- UEFA Euro 2012 - omul meciului: Franța vs. Ucraina
- UEFA Champions League Best Player: 2012–13
- UEFA Best Player in Europe Award: 2012–13
- Supercupa Europei - omul meciului: 2013
- Bundesliga Player Of The Year: 2013[20]
- The kicker Man Of The Year: 2013[21]
- FIFA Club World Cup Golden Ball: 2013
- FIFA Club World Cup Most Valuable Player: 2013
- FIFA/FIFPro World XI: 2013